# Julien Temple
Julien Andrew Temple (Londra, 26 novembre 1953) è un regista britannico.

## Biografia
Diventato famoso nel 1980 grazie alla regia del film sui Sex Pistols La grande truffa del rock'n'roll, Temple ha diretto numerosi videoclip per Rolling Stones, Judas Priest, David Bowie, Duran Duran, Tom Petty, Bryan Adams, Depeche Mode e molti altri.

## Vita privata
È padre dell'attrice Juno Temple.

## Filmografia parziale

### Cinema
- La grande truffa del Rock 'n' Roll (The Great Rock 'n' Roll Swindle, 1980)
- Absolute Beginners (1986)
- Running Out of Luck (1987)
- Rigoletto, episodio di Aria (1988)
- Le ragazze della Terra sono facili (Earth Girls Are Easy, 1988)
- Stones at the Max (1991)
- Bullet (1996)
- Vigo, passione per la vita (Vigo) (1998)
- Oscenità e furore (The Filth and the Fury, 2000)
- Pandaemonium (2000)
- Glastonbury (2006)
- Il futuro non è scritto - Joe Strummer (Joe Strummer: The Future Is Unwritten, 2007)
- London: The Modern Babylon (2012)
- Crock of Gold (Crock of Gold: A Few Rounds with Shane MacGowan, 2020)